# Cymatomera spinosa
Cymatomera spinosa är en insektsart som beskrevs av Brunner von Wattenwyl 1895. Cymatomera spinosa ingår i släktet Cymatomera och familjen vårtbitare. Inga underarter finns listade i Catalogue of Life.